# Hypolimnas limbata
Hypolimnas limbata is een vlinder uit de familie Nymphalidae. De wetenschappelijke naam van de soort is voor het eerst geldig gepubliceerd in 1890 door Crowley.